# Rotstern-Brillantkolibri
Der Rotstern-Brillantkolibri (Heliodoxa imperatrix) oder Kaiserinbrillant,  gelegentlich auch Kaiserbrillant oder Kaiserin Eugenie genannt,  ist eine Vogelart aus der Familie der Kolibris (Trochilidae), die in den Ländern Kolumbien und Ecuador verbreitet ist. Der Bestand wird von der IUCN als „nicht gefährdet“ (least concern) eingeschätzt. Die Art gilt als monotypisch.

## Merkmale

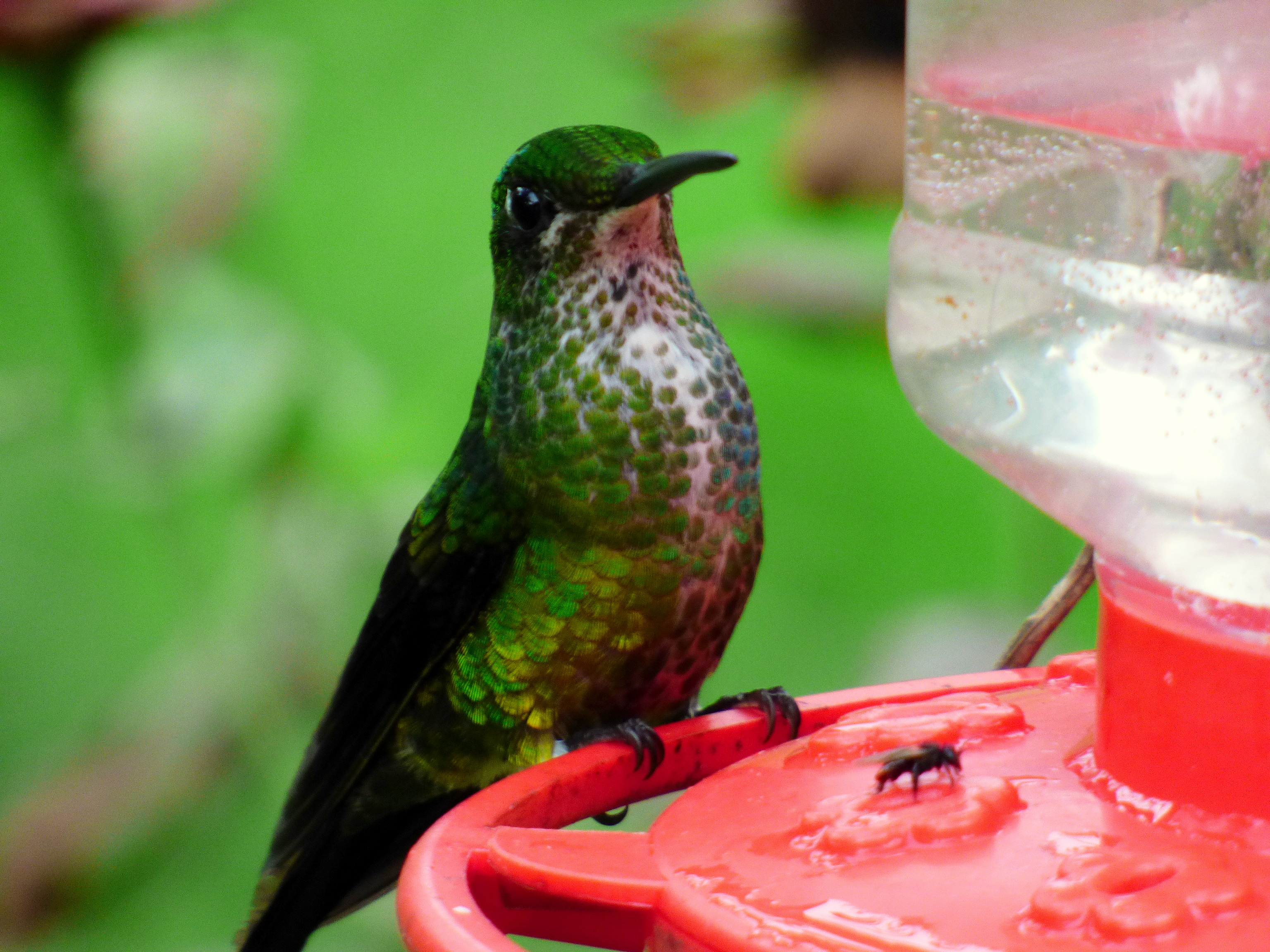
Rotstern-Brillantkolibri ♀

Der männliche Rotstern-Brillantkolibri erreicht eine Körperlänge von etwa 15 bis 17 cm bei einem Gewicht von 9,3 g. Das Weibchen ist mit einer Körperlänge von etwa 12 bis 13,5 cm und 8,3 g etwas kleiner und leichter. Der Schnabel ist schwarz, die Füße dunkel grau. Die Länge des Schwanzes variiert sehr, speziell bei den ausgewachsenen Männchen. Stirn, Zügel, Kehle und Brust des Männchens glitzern dunkel grün. In der Mitte der Kehle befindet sich ein quadratischer, glitzernder, blasser violetter Fleck, der Bauch glitzert goldengrün. Der Oberkopf und der Nacken sind dunkel grün, der Rest der Oberseite ist dunkel bronzegrün. Die zentralen Steuerfedern sind dunkel bronzefarben und in der seitlichen Verlängerung schwarz mit einer bronzefarbenen Tönung. Das Weibchen ist auf der Oberseite und den zentralen Steuerfedern bronzegrün. Die Steuerfedern sind seitlich matt grün mit einer bronzefarbenen Tönung. Die Mitte der Kehle und die Brust sind gräulich mit vielen bronzegrünen Flecken. Auf der Seite geht es in ein durchgehendes Bronzegrün über, am Bauch ins Goldengrüne. Beim männlichen Jungtier sind Brust, Kehle und Kopf matt dunkel bronzegrün. Die Mitte der Kehle ist dunkel grau. Zügel, Kinn und Kehlseiten sind leuchtend gelbbraun. Der goldengelbe Bauch wirkt matter und mehr bronzefarben. Der Schwanz fällt kürzer aus als beim ausgewachsenen Männchen. Das weibliche Jungtier hat eine ähnliche Kehle wie das männliche. Darunter befinden sich grüne Federn mit gelbbraunen Fransen. Insgesamt wirkt es matter als das erwachsene Weibchen.

## Verhalten und Ernährung
Der Rotstern-Brillantkolibri bezieht seinen Nektar von den Blütenständen der Gattungen Marcgravia und Marcgraviastrum. Außerdem sitzt er auf den Blütenständen, um den Nektar von den Tragblättern zu ergattern. Vor epiphytischen Heidekrautgewächsen schwirrt er vor den hängenden Blüten. Über Gliederfüßer als Nahrungsquelle existieren wenig Daten, außer dass der Rotstern-Brillantkolibri beim Absammeln der Gliederfüßer von Blättern und beim Jagen im Flug in den unteren und mittleren Straten im Wald beobachtet wurde.

## Lautäußerungen
Der Gesang des Rotstern-Brillantkolibris besteht aus tsit-Tönen, die in einer Frequenz von einem Ton pro Sekunde erklingen. Im Flug oder bei der Futteraufnahme gibt er diese Töne auch einzeln von sich.

## Fortpflanzung
Die Brutsaison des Rotstern-Brillantkolibris ist im Westen Kolumbiens von Januar bis April. Ein flaumiges kelchförmiges Nest, das eventuell unvollständig war, wurde aus Balsaseide und Spinnweben gebaut und auf der Krone einer Palme in 10 Metern über dem Boden nahe dem Waldrand entdeckt. Zwei Nester aus dem westlichen Kolumbien befanden sich auf Betonstahlstützen unter dem Dach einer selten genutzten Hütte. Es waren kleine Kelche aus Baumfarnen und Spinnweben, ausgekleidet mit Baumwolle. Eins der Nester war verlassen und enthielt ein hohles weißes Ei, das ca. 17 × 10,7 mm groß war. Das andere entdeckte Nest enthielt zwei 2 bis 3 Tage alte Nestlinge mit geschlossenen Augen und gelbem Schnabel mit grauer Spitze. Die Haut war grau mit gelbbrauner, fransiger Daunen-Befiederung auf dem Rücken. Nach 22 bis 25 Tagen werden die Nestlinge flügge.

## Verbreitung und Lebensraum

Verbreitungsgebiet des Rotstern-Brillantkolibris

Der Rotstern-Brillantkolibri bevorzugt sehr feucht Vorgebirge und tiefere Nebelwälder, deren Ränder und angrenzende Sekundärvegetation in Höhenlagen von 400 bis 2000 Meter. Beide Geschlechter kommen in den oberen Baumkronen und etwas tiefer an deren Rändern vor. Eigentlich sieht man nur Weibchen auch mal im Unterholz. Der Rotstern-Brillantkolibri ist an den pazifischen Hängen des östlichen zentralen Kolumbiens im Süden des Departamento del Chocó bis in den Nordwesten Ecuadors in der Provinz Pichincha verbreitet.

## Etymologie und Forschungsgeschichte
Die Erstbeschreibung des Rotstern-Brillantkolibris erfolgte 1856 durch John Gould unter dem wissenschaftlichen Namen Eugenia imperatrix. Das Typusexemplar stammte aus Ecuador. Bereits 1850 führte Gould die Gattung Heliodoxa u. a. für den Violettstirn-Brillantkolibri ein. Dieser Name leitet sich von den griechischen Wörtern ἥλιος hḗlios für „Sonne“ und δόξα, δέχομαι dóxa, déchomai für „Pracht, Herrlichkeit, gutheißen“ ab. Der Artname imperatrix leitet sich vom lateinischen imperatrix, imperatricis für „Kaiserin, Gebieterin“ ab. Den Namen hatte Gould zu Ehren von Eugénie de Montijo ausgewählt. Deshalb verwendete er auch den Gattungsnamen Eugenia.